# Brian Figueroa
Brian Eduardo Figueroa Flores (Ciudad de México, México; 28 de mayo de 1999) es un futbolista mexicano, juega como extremo o mediapunta y su equipo es el Atlético Morelia de la Liga de Expansión MX.

## Trayectoria

### Inicios
Brian Figueroa inició su carrera como futbolista en las fuerzas básicas del Club Universidad Nacional en 2011, se ha desempeñado en todas las categorías desde Sub-13, Sub-15, Sub-17, Tercera y Segunda División,
En 2017, con 17 años, fue ascendido al primer equipo a pedido del director técnico Francisco Palencia.

### Club Universidad Nacional

#### Liga MX
El 23 de julio del 2017; Brian Figueroa debutó en la Liga MX saliendo al minuto 74' por Kevin Escamilla en la victoria 1-0 ante el C.F. Pachuca.

#### Copa MX
El 1 de agosto del 2017 debutó en Copa MX, usando el número 14, jugando los 90' minutos en la derrota 2-0 ante Celaya F.C..

## Clubes

### Estadísticas
| Club                                                                                   | Div           | Temporada     | Liga nacionales(1) | Liga nacionales(1) | Liga nacionales(1) | Copas nacionales(2) | Copas nacionales(2) | Copas nacionales(2) | Torneos internacionales | Torneos internacionales | Torneos internacionales | Total | Total | Total  | Media goleadora |
| Club                                                                                   | Div           | Temporada     | Part.              | Goles              | Asist.             | Part.               | Goles               | Asist.              | Part.                   | Goles                   | Asist.                  | Part. | Goles | Asist. | Media goleadora |
| -------------------------------------------------------------------------------------- | ------------- | ------------- | ------------------ | ------------------ | ------------------ | ------------------- | ------------------- | ------------------- | ----------------------- | ----------------------- | ----------------------- | ----- | ----- | ------ | --------------- |
| C. Universidad Nacional México                                                         |               |               |                    |                    |                    |                     |                     |                     |                         |                         |                         |       |       |        |                 |
| 1.ª                                                                                    |               |               |                    |                    |                    |                     |                     |                     |                         |                         |                         |       |       |        |                 |
| 2017-18                                                                                | 17            | 0             | 2                  | 10                 | 0                  | 1                   | 0                   | 0                   | 0                       | 27                      | 0                       | 3     | 0.00  |        |                 |
| 2018-19                                                                                | 11            | 0             | 1                  | 11                 | 1                  | 0                   | 0                   | 0                   | 0                       | 22                      | 1                       | 1     | 0.05  |        |                 |
| 2019-20                                                                                | 6             | 0             | 0                  | 3                  | 0                  | 0                   | 0                   | 0                   | 0                       | 9                       | 0                       | 0     | 0.00  |        |                 |
| Total club                                                                             | Total club    | 34            | 0                  | 2                  | 24                 | 1                   | 1                   | 0                   | 0                       | 0                       | 58                      | 1     | 4     | 0.02   |                 |
| Total carrera                                                                          | Total carrera | Total carrera | 34                 | 0                  | 2                  | 24                  | 1                   | 1                   | 0                       | 0                       | 0                       | 58    | 1     | 4      | 0.02            |
| (1)Incluye datos de la Primera División de México. (2)Incluye datos de la Copa México. |               |               |                    |                    |                    |                     |                     |                     |                         |                         |                         |       |       |        |                 |

### Resumen estadístico
| Competición           | Partidos | Goles | Media goleadora |
| --------------------- | -------- | ----- | --------------- |
| Primera división      | 31       | 0     | 0,0             |
| Copas nacionales      | 22       | 1     | 0,00            |
| Copas internacionales | 0        | 0     | 0,0             |
| Total                 | 53       | 1     | 0.02            |